# انباع الوطن (مسلسل)
انباع الوطن من أهم الأعمال السياسية الكوميديه التي استعرضت بشكل كوميدي حياة الساسة العرب بشكل عام ولكنها كانت ترمز بشكل أو بآخر إلى سياسيين بارزين في العراق ابرزهم صدام حسين في عدة حلقات والمالكي والجعفري وطالباني. عرضت عام 2007 من إخراج المخرج المبدع اوس الشرقي..الذي عرف بجرأته في تناول المواضيع السياسية باطار كوميدي ساخر.
يجسد دور الزعيم في هذا العمل الممثل العراقي الكبير الراحل راسم الجميلي.. وقد تفوق في أداء دوره بشكل كبير أدى إلى خلق جمهور واسع لهذا العمل من كافة الفئات العمرية.

## شارك في التمثيل
شارك في هذا العمل نخبة من نجوم التلفزيون منهم.. زهير محمد رشيد، خليل إبراهيم، ميس كمر وغيرهم..

## مقالات عن البرنامج
نشرت الوكالات العديد من المقالات والتحقيقات حول البرنامج وأهمها كانت رويترز والجزيرة والزمان والحياة.. من هذه المقالات.. 
- الجزيرة.نت
- موقع البصرة
- كتابات

## مقاطع من البرنامج
يمكنكم مشاهده مقاطع من البرنامج من خلال اليوتيوب:
- مقدمة البرنامج على يوتيوب
- اغنية زعومي على يوتيوب
- مقطع من البرنامج على يوتيوب

## برامج أخرى
- مات الحكو
- الحكو مات